# Jörg Schneider (Sänger)
Jörg Schneider (* 1969 in Wels) ist ein österreichischer Opernsänger (Tenor).

## Leben
Schneider erhielt seine erste musikalische Ausbildung bei den Wiener Sängerknaben und studierte in Wien bei Elfriede Obrowsky. 1995 wurde er Ensemblemitglied am Staatstheater Wiesbaden. Für die Jahre 1997 bis 2000 wechselte er als Ensemblemitglied an die Deutsche Oper am Rhein Düsseldorf. Seit 2007 ist Jörg Schneider Mitglied der Wiener Volksoper. Im Theater an der Wien gab er im Herbst 2012 sein Debüt als Iro in Il ritorno d’Ulisse in patria (Inszenierung: Claus Guth). 2012/13 sang er den David in Die Meistersinger von Nürnberg am Bunka Kaikan Theater Tokyo und den Belmonte in Mozarts Entführung in Düsseldorf sowie Flamand in Capriccio im Palast der Künste in Budapest. 2014 sang Schneider bei den Bregenzer Festspielen den Oskar in der Uraufführung von Geschichten aus dem Wiener Wald von HK Gruber (nach dem gleichnamigen Theaterstück von Ödön von Horváth), eine Darbietung, die im Theater an der Wien wiederholt wurde. Sein Debüt am Gran Teatre del Liceu in Barcelona sang Schneider als Leukippos in Daphne, an der Wiener Staatsoper erfolgte sein Rollendebüt als Narraboth in Salome.
Gastengagements führten Schneider primär nach Italien, u. zwar an das Teatro Lirico di Cagliari, das Teatro Bellini in Catania, das Teatro Communale Ferrara, das Teatro Comunale und den Maggio Musicale Fiorentino, das Teatro alla Scala di Milano, das Teatro Regio di Parma, das Teatro Massimo Palermo, Teatro dell’Opera di Roma, das Teatro Regio di Torino, das Teatro Filarmonico di Verona, in Deutschland u. a. an das Festspielhaus Baden-Baden, die Deutsche Oper Berlin, die Semperoper Dresden, die Staatsoper Stuttgart, in Belgien an das Théâtre De La Monnaie Brüssel, in Spanien an das Teatro Real Madrid, in der Schweiz an das Opernhaus Zürich, sowie in Ostasien nach Tokyo und Hongkong.
Zu den Dirigenten, mit denen er zusammengearbeitet hat, gehören Claudio Abbado, Bertrand de Billy, Semyon Bychkov, Dennis Russell Davies, Theodor Guschlbauer, Gustav Kuhn, Zubin Mehta, Riccardo Muti, Christoph Prick, Christophe Rousset, Peter Schneider, Pinchas Steinberg, Christian Thielemann, Edo de Waart.

## Konzerte
Schneiders Repertoire umfasst auch die Tenorpartien in J. S. Bachs Johannespassion, Joseph Haydns Schöpfung, Mozarts Requiem, Mendelssohn Bartholdys Die erste Walpurgisnacht, R. Schumanns Dichterliebe, Verdis Messa da Requiem und Berlioz’ Te Deum. Schneider gastierte u. a. in der Dresdner Philharmonie, Royal Albert Hall London, der Carnegie Hall New York, dem Wiener Musikverein, dem Wiener Konzerthaus, dem Brucknerhaus in Linz, beim Radio France und im Concertgebouw Amsterdam.

## Tonträger
- Alfred – Die Fledermaus von Johann Strauss (Sohn) (mit Edita Gruberová) bei Nightingale Classics
- Stanislaus – Der Vogelhändler von Carl Zeller Seefestspiele Mörbisch
- Marquese Sebastiani – Der lustige Krieg (Johann Strauss)